# Zrínyi-várkastély (Kraljevica)
A Zrínyi-várkastély egy 17. századi főúri kastélyépület Horvátországban, Kraljevica városában.

## Fekvése
A város központjában, a kikötő déli részén, a Zrínyi téren található.

## Története
Ismert, hogy ennek a vidéknek urai egykor a Frangepánok és a Zrínyiek voltak, akik két várkastélyt is építettek itt. A régebbi a "Stari grad", Kraljevica központjában épült a 17. század első felében. A várkastélyt a Zrínyiek építették a középkori kikötő felett. Itt állt egykor közel a mai plébániatemplomhoz a középkori Szent Miklós templom is. A várkastélyban írta Zrínyi Miklós „Adriai tengernek Syrenaia” című művét.[pontosabban?][forrás?] Az épületegyüttes a második világháborúban bombatámadás következtében súlyosan megsérült, de később teljesen megújították. A munkálatok során visszakapta egykori kora barokk formáját.

## Mai állapota
A kastély két részből és két átriumos udvarból áll. Háromszintes épület, épületszárnyakkal mindkét, árkádokkal ellátott belső udvara körül. Az udvarokat kőlapokkal burkolták le. Az egyik udvar közepén egy ciszterna található, melynek káváján a C.P.A.Z (comes Petrus a Zrinio) felirat olvasható. A ciszternát egy alacsony, kőből épített fallal vették körül. A kastély főhomlokzatán, egy 1790-ben épített harangtorony áll, míg a főhomlokzat mellett a Szent Miklós templom egyhajós épülete található, melynek hajóját utólag keresztboltozattal boltozták be. A templom eredetileg sóraktárnak épült és csak a 18. században alakították át szakrális célokra. Az idők során többször átépített kastélyban alakították ki az új plébániát is. Később több közigazgatási hivatalnokot is itt szállásoltak el, aminek következtében a közigazgatási hivatal is ténylegesen ide költözött. A közigazgatási hivatal ma is az Öreg kastélyban található, de mellette számos üzlet és egy étterem is itt nyert elhelyezést. A kastély felsőbb emeleteit, lakások céljára alakították át. Mára annyira körbeépült a városka központjával, hogy szinte nehéz észrevenni. Kastély volta is alig kivehető kívülről.